# Fysik B
Fysik B var en 150 poängs-kurs på gymnasieskolan i Sverige, vilken byggde på Fysik A. Kursen var ett karaktärsämne på Naturvetenskapsprogrammet, och var obligatorisk på vissa av programmets inriktningar. Kursen är ersatt av Fysik 2.

## Innehåll[1]
- Elektriska fält
- Magnetfält
- Rörelsemängd och impuls
- Rörelse i homogena fält
- Cirkulär rörelse, Gravitation
- Svängningsrörelse
- Induktion
- Växelström
- Mekaniska vågor
- Ljus
- Elektromagnetisk strålning
- Elektromagnetiska strålningens dubbelnatur (vågor eller partiklar)
- Relativistiska effekter
- Partiklar[förtydliga], växelverkan
- Optik